# 자동차 모임
자동차 모임은 자동차를 좋아하는 자동차 동호인들끼리 모임을 갖는 것을 의미하는 단어이다. 주로 자동차를 좋아하는 사람들이 모인 카페나 단체에서 이런 자동차 모임을 가진다.

## 설명
자동차 모임을 가지면 자동차 동호인들은 자신의 자동차를 가지고 와서 거대한 모임을 가지기도 한다. 화물차, 버스, 승합차, SUV, 세단 등 자동차를 좋아하는 사람들끼리 모임을 가지게 된다. 자동차 모임은 종류에 따라 번개, 정모로 나뉘며 번개는 하루 정도만 자동차 동호인들이 모이다가 해산하고 자동차 동호회 카페나 단체를 운영하는 운영진이 주체하지않는 경우이고 정모는 이와 달리 자동차 동호회 카페나 단체의 운영진이 적극적으로 주체하는 것이다. 자동차 모임에서는 자동차 동호인들끼리 친목과 담합을 하며 이외에 자신의 자동차로 떼빙이라는 단체 주행을 하기도 한다.

## 같이 보기
- 자동차
- 자동차 문화